# Basketball Bundesliga 2020-21
La Basketball Bundesliga 2020-21, conocida por motivos de patrocinio como easyCredit BBL, fue la edición número 55 de la Basketball Bundesliga, la primera división del baloncesto profesional de Alemania. La competición comenzó el 6 de noviembre de 2020 y terminó el 15 de junio de 2021. El campeón fue el ALBA Berlin, que lograba así su décima Bundesliga.

## Equipos

### Ascensos y descensos
Ascendió desde la ProA el BV Chemnitz 99, mientras que el Eisbären Bremerhaven, segundo clasificado, renunció a sus derechos de jugar la promoción. Tras la cancelación de la competición regular debido a la pandemia de COVID-19, se decidió que ningún equipo perdería la categoría.

### Equipos 2020-2021 y localización
| Equipo                 | Ciudad       | Arena                 | Capacidad |
| ---------------------- | ------------ | --------------------- | --------- |
| Alba Berlin            | Berlín       | Mercedes-Benz Arena   | 14,500    |
| Brose Bamberg          | Bamberg      | Brose Arena           | 6,150     |
| Crailsheim Merlins     | Crailsheim   | Arena Hohenlohe       | 3,000     |
| medi Bayreuth          | Bayreuth     | Oberfrankenhalle      | 4,000     |
| Telekom Baskets Bonn   | Bonn         | Telekom Dome          | 6,000     |
| Löwen Braunschweig     | Braunschweig | Volkswagen Halle      | 6,600     |
| Niners Chemnitz        | Chemnitz     | Arena Chemnitz        | 5,200     |
| Fraport Skyliners      | Frankfurt    | Fraport Arena         | 5,002     |
| Gießen 46ers           | Gießen       | Sporthalle Gießen-Ost | 4,003     |
| BG Göttingen           | Göttingen    | Sparkassen Arena      | 3,447     |
| Hamburg Towers         | Hamburg      | Edel-optics.de Arena  | 3,400     |
| MHP Riesen Ludwigsburg | Ludwigsburg  | MHP-Arena             | 5,300     |
| Mitteldeutscher BC     | Weißenfels   | Stadthalle Weißenfels | 3,000     |
| Bayern Munich          | Múnich       | Audi Dome             | 6,700     |
| EWE Baskets Oldenburg  | Oldenburg    | Große EWE Arena       | 6,069     |
| Rasta Vechta           | Vechta       | Rasta Dome            | 3,140     |
| ratiopharm Ulm         | Ulm          | Arena Ulm/Neu-Ulm     | 6,000     |
| s.Oliver Würzburg      | Würzburg     | s.Oliver Arena        | 3,140     |

## Temporada regular

### Clasificación
|                                                                             | Equipo                | J  | G  | P  | PF   | PC   | DP   |
| --------------------------------------------------------------------------- | --------------------- | -- | -- | -- | ---- | ---- | ---- |
| 1                                                                           | Riesen Ludwigsburg    | 34 | 30 | 4  | 3027 | 2621 | 406  |
| 2                                                                           | Alba Berlin           | 34 | 28 | 6  | 2938 | 2585 | 353  |
| 3                                                                           | EWE Baskets Oldenburg | 33 | 24 | 9  | 3051 | 2771 | 280  |
| 4                                                                           | Bayern Munich         | 34 | 24 | 10 | 2940 | 2721 | 219  |
| 5                                                                           | Crailsheim Merlins    | 34 | 24 | 10 | 2945 | 2797 | 148  |
| 6                                                                           | ratiopharm Ulm        | 34 | 23 | 11 | 3005 | 2648 | 357  |
| 7                                                                           | Hamburg Towers        | 34 | 21 | 13 | 2891 | 2723 | 168  |
| 8                                                                           | Brose Bamberg         | 34 | 17 | 17 | 2871 | 2812 | 59   |
| 9                                                                           | Braunschweig          | 34 | 16 | 18 | 2857 | 2958 | -101 |
| 10                                                                          | Bayreuth              | 34 | 15 | 19 | 2867 | 2877 | -10  |
| 11                                                                          | BG Göttingen          | 33 | 13 | 20 | 2797 | 2967 | -170 |
| 12                                                                          | Frankfurt             | 34 | 13 | 21 | 2613 | 2815 | -202 |
| 13                                                                          | Telekom Baskets Bonn  | 34 | 12 | 22 | 2798 | 2882 | -84  |
| 14                                                                          | Niners Chemnitz       | 34 | 12 | 22 | 2691 | 2979 | -288 |
| 15                                                                          | Syntainics MBC        | 34 | 9  | 25 | 2813 | 3057 | -244 |
| 16                                                                          | s.Oliver Würzburg     | 34 | 9  | 25 | 2636 | 2986 | -350 |
| 17                                                                          | Gießen 46ers          | 34 | 8  | 26 | 2912 | 3191 | -279 |
| 18                                                                          | Rasta Vechta          | 34 | 7  | 27 | 2718 | 2980 | -262 |
| Fuente: Clasificación de la Basketball Bundesliga; actualización automática |                       |    |    |    |      |      |      |

### Resultados
| Local \ Visitante     | BAM    | BAY    | BER    | BON    | BRA    | CHE    | CRA     | FRA    | GIE    | GOT    | HAM   | LUD    | MBC    | MUN    | OLD     | ULM    | VEC    | WUR    |
| --------------------- | ------ | ------ | ------ | ------ | ------ | ------ | ------- | ------ | ------ | ------ | ----- | ------ | ------ | ------ | ------- | ------ | ------ | ------ |
| Brose Bamberg         | —      | 67–73  | 76–67  | 80–66  | 89–84  | 93–86  | 70–77   | 78–62  | 99–90  | 84–106 | 64–76 | 94–93  | 95–80  | 92–93  | 78–85   | 88–74  | 104–76 | 81–66  |
| Medi Bayreuth         | 88–97  | —      | 69–71  | 83–77  | 64–77  | 85–72  | 97–78   | 81–58  | 99–110 | 80–82  | 90–83 | 70–89  | 99–81  | 78–98  | 82–91   | 93–99  | 95–79  | 87–93  |
| Alba Berlin           | 82–70  | 80–68  | —      | 97–74  | 82–87  | 83–65  | 100–62  | 79–66  | 92–82  | 89–58  | 68–75 | 79–78  | 93–82  | 85–72  | 81–89   | 93–83  | 86–70  | 99–85  |
| Telekom Baskets Bonn  | 82–86  | 76–91  | 75–80  | —      | 78–85  | 86–62  | 84–93   | 85–73  | 81–68  | 102–87 | 63–93 | 82–86  | 83–66  | 71–89  | 92–97   | 81–94  | 94–89  | 77–89  |
| Löwen Braunschweig    | 85–75  | 90–79  | 76–82  | 93–94  | —      | 93–77  | 75–108  | 80–68  | 93–85  | 91–102 | 63–74 | 71–107 | 91–104 | 79–94  | 83–111  | 94–92  | 96–78  | 90–80  |
| Niners Chemnitz       | 85–82  | 61–83  | 81–91  | 93–92  | 87–83  | —      | 73–85   | 70–83  | 71–95  | 99–103 | 98–97 | 91–114 | 96–79  | 85–83  | 92–98   | 70–85  | 89–77  | 67–76  |
| Crailsheim Merlins    | 101–95 | 82–77  | 77–101 | 91–88  | 75–69  | 88–76  | —       | 76–64  | 102–77 | 89–77  | 85–79 | 68–58  | 77–82  | 74–79  | 94–80   | 86–84  | 98–81  | 84–94  |
| Skyliners Frankfurt   | 76–86  | 104–86 | 60–94  | 84–79  | 103–98 | 76–89  | 92–84   | —      | 82–79  | 81–63  | 96–89 | 80–94  | 76–81  | 52–75  | 59–82   | 68–87  | 84–75  | 72–80  |
| Gießen 46ers          | 99–106 | 97–92  | 96–102 | 75–92  | 91–103 | 83–95  | 82–101  | 75–74  | —      | 90–92  | 78–95 | 80–89  | 93–105 | 95–94  | 82–97   | 81–106 | 100–82 | 73–74  |
| BG Göttingen          | 87–80  | 95–99  | 75–86  | 102–99 | 79–76  | 68–55  | 81–109  | 89–93  | 79–98  | —      | 94–96 | 81–90  | 85–93  | 90–102 | 73–89   | 74–98  | 90–102 | 96–73  |
| Hamburg Towers        | 78–75  | 92–95  | 90–75  | 71–78  | 84–81  | 75–95  | 89–72   | 98–70  | 100–79 | 93–91  | —     | 67–73  | 105–78 | 91–86  | 80–74   | 69–73  | 92–74  | 95–83  |
| Riesen Ludwigsburg    | 83–75  | 97–92  | 78–71  | 89–73  | 81–74  | 96–60  | 97–88   | 106–69 | 99–85  | 100–73 | 86–65 | —      | 93–74  | 91–77  | 98–87   | 89–87  | 85–73  | 87–72  |
| Mitteldeutscher BC    | 89–100 | 70–99  | 82–96  | 97–103 | 91–93  | 84–86  | 66–84   | 89–94  | 102–81 | 85–99  | 80–85 | 80–93  | —      | 84–96  | 72–87   | 92–104 | 82–72  | 85–73  |
| Bayern Munich         | 84–70  | 83–62  | 62–100 | 78–69  | 83–85  | 77–76  | 103–105 | 84–58  | 93–71  | 90–72  | 85–71 | 93–70  | 85–66  | —      | 108–102 | 64–98  | 90–78  | 97–76  |
| EWE Baskets Oldenburg | 100–99 | 80–73  | 86–89  | 106–87 | 101–89 | 119–73 | 73–90   | 86–69  | 93–97  | 98–77  | 89–88 | 75–89  | 87–79  | 100–95 | —       | 75–93  | 101–71 | 124–84 |
| ratiopharm Ulm        | 67–74  | 104–76 | 76–84  | 73–72  | 91–57  | 102–63 | 93–78   | 80–76  | 107–79 | 93–64  | 89–76 | 77–83  | 102–73 | 77–81  | 86–89   | —      | 74–73  | 88–64  |
| Rasta Vechta          | 90–82  | 89–92  | 81–82  | 69–80  | 71–80  | 82–69  | 81–98   | 72–96  | 97–84  | 79–103 | 82–88 | 66–84  | 84–80  | 78–93  | 80–82   | 92–77  | —      | 80–88  |
| s.Oliver Würzburg     | 82–78  | 75–90  | 79–99  | 73–83  | 89–93  | 83–84  | 80–86   | 66–95  | 101–82 | 82–87  | 61–90 | 72–82  | 68–80  | 70–74  | 66–116  | 77–90  | 62–95  | —      |

## Playoffs
|  | Cuartos de final | Cuartos de final   | Cuartos de final |                |   | Semifinales        | Semifinales | Semifinales |  |   | Finales       | Finales | Finales |  |
|  |                  |                    |                  |                |   |                    |             |             |  |   |               |         |         |  |
|  |                  |                    |                  |                |   |                    |             |             |  |   |               |         |         |  |
|  | 1                | Riesen Ludwigsburg | 3                |                |   |                    |             |             |  |   |               |         |         |  |
|  | 1                | Riesen Ludwigsburg | 3                |                |   |                    |             |             |  |   |               |         |         |  |
|  | 8                | Brose Bamberg      | 2                |                |   |                    |             |             |  |   |               |         |         |  |
|  | 8                | Brose Bamberg      | 2                |                | 1 | Riesen Ludwigsburg | 1           |             |  |   |               |         |         |  |
|  |                  |                    |                  |                | 1 | Riesen Ludwigsburg | 1           |             |  |   |               |         |         |  |
|  |                  |                    | 4                | Bayern Munich  | 3 |                    |             |             |  |   |               |         |         |  |
|  | 4                | Bayern Munich      | 4                | Bayern Munich  | 3 | 3                  |             |             |  |   |               |         |         |  |
|  | 4                | Bayern Munich      |                  |                |   |                    |             |             |  |   |               |         |         |  |
|  | 5                | Crailsheim Merlins | 1                |                |   |                    |             |             |  |   |               |         |         |  |
|  | 5                | Crailsheim Merlins | 1                |                |   |                    |             |             |  | 4 | Bayern Munich | 1       |         |  |
|  |                  |                    |                  |                |   |                    |             |             |  | 4 | Bayern Munich | 1       |         |  |
|  |                  |                    | 2                | Alba Berlin    | 3 |                    |             |             |  |   |               |         |         |  |
|  | 2                | Alba Berlin        | 2                | Alba Berlin    | 3 | 3                  |             |             |  |   |               |         |         |  |
|  | 2                | Alba Berlin        |                  |                |   |                    |             |             |  |   |               |         |         |  |
|  | 7                | Hamburg Towers     | 0                |                |   |                    |             |             |  |   |               |         |         |  |
|  | 7                | Hamburg Towers     | 0                |                | 2 | Alba Berlin        | 3           |             |  |   |               |         |         |  |
|  |                  |                    |                  |                | 2 | Alba Berlin        | 3           |             |  |   |               |         |         |  |
|  |                  |                    | 6                | ratiopharm Ulm | 1 |                    |             |             |  |   |               |         |         |  |
|  | 3                | Baskets Oldenburg  | 6                | ratiopharm Ulm | 1 | 1                  |             |             |  |   |               |         |         |  |
|  | 3                | Baskets Oldenburg  |                  |                |   |                    |             |             |  |   |               |         |         |  |
|  | 6                | ratiopharm Ulm     | 3                |                |   |                    |             |             |  |   |               |         |         |  |
|  | 6                | ratiopharm Ulm     | 3                |                |   |                    |             |             |  |   |               |         |         |  |
|  |                  |                    |                  |                |   |                    |             |             |  |   |               |         |         |  |